# Ильбово
Ильбово — деревня в Стародубском муниципальном округе Брянской области.

## География
Находится в южной части Брянской области на расстоянии приблизительно 18 км на северо-восток от районного центра города Стародуб.

## История
Упоминалась со второй половины XVII века как владение стародубского магистрата, позднее — Силенко и др. В XVII—XVIII веках входила в 1-ю полковую сотню Стародубского полка. В 1859 году здесь (деревня Стародубского уезда Черниговской губернии) было учтено 43 двора, в 1892—83. В середине XX века работал колхоз «Искра». До 2019 года входила в состав Гарцевского сельского поселения Стародубского района, с 2019 по 2020 в Меленское сельское поселение до его упразднения.

## Население
Численность населения: 403 человека (1859 год), 658 (1892), 196 человек в 2002 году (русские 95 %), 199 в 2010.